# ラ・フラ・デルス・バウス

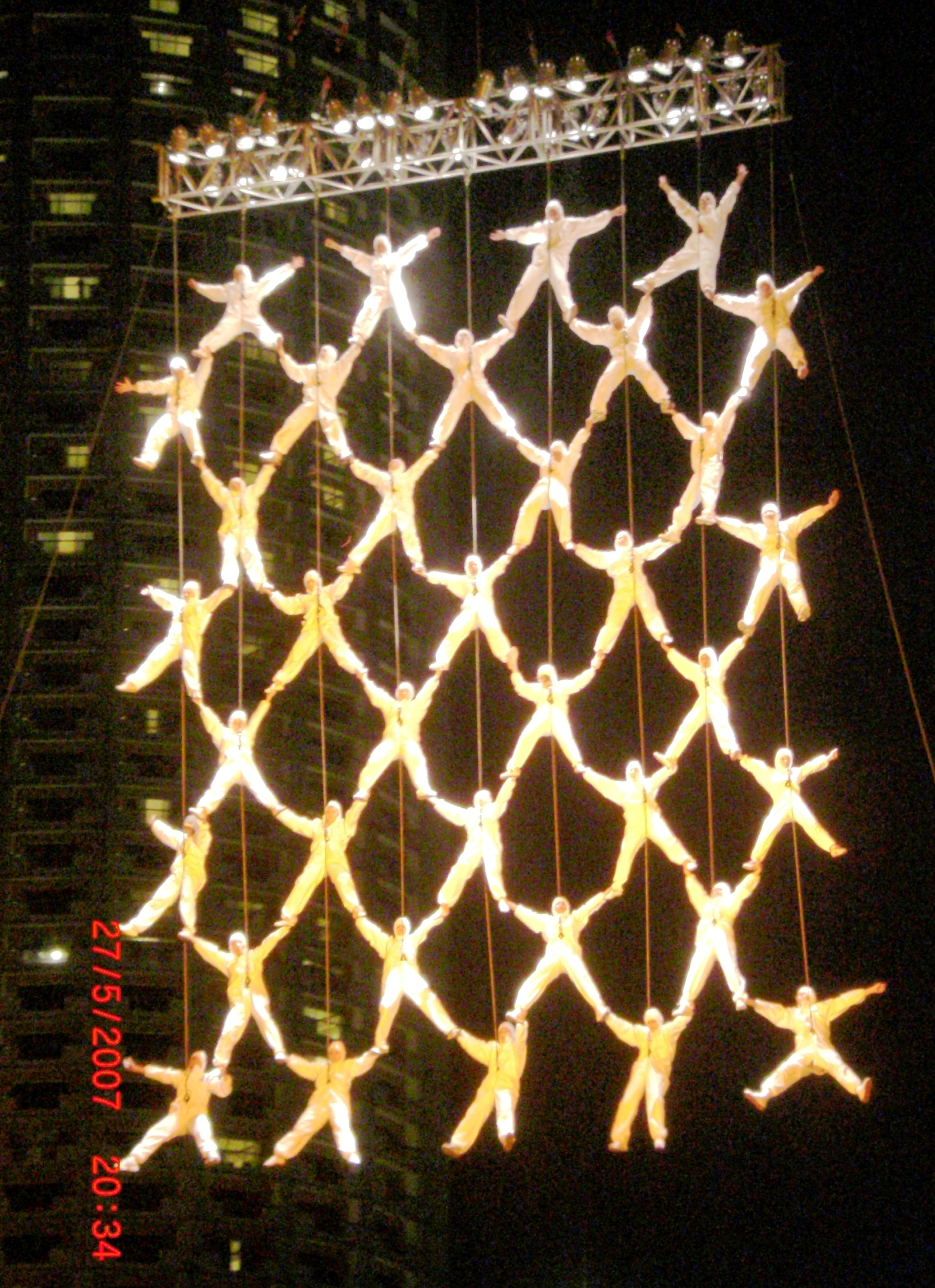
空中に張り巡らせたネットにダンサーが体を装着して演じるパフォーマンス

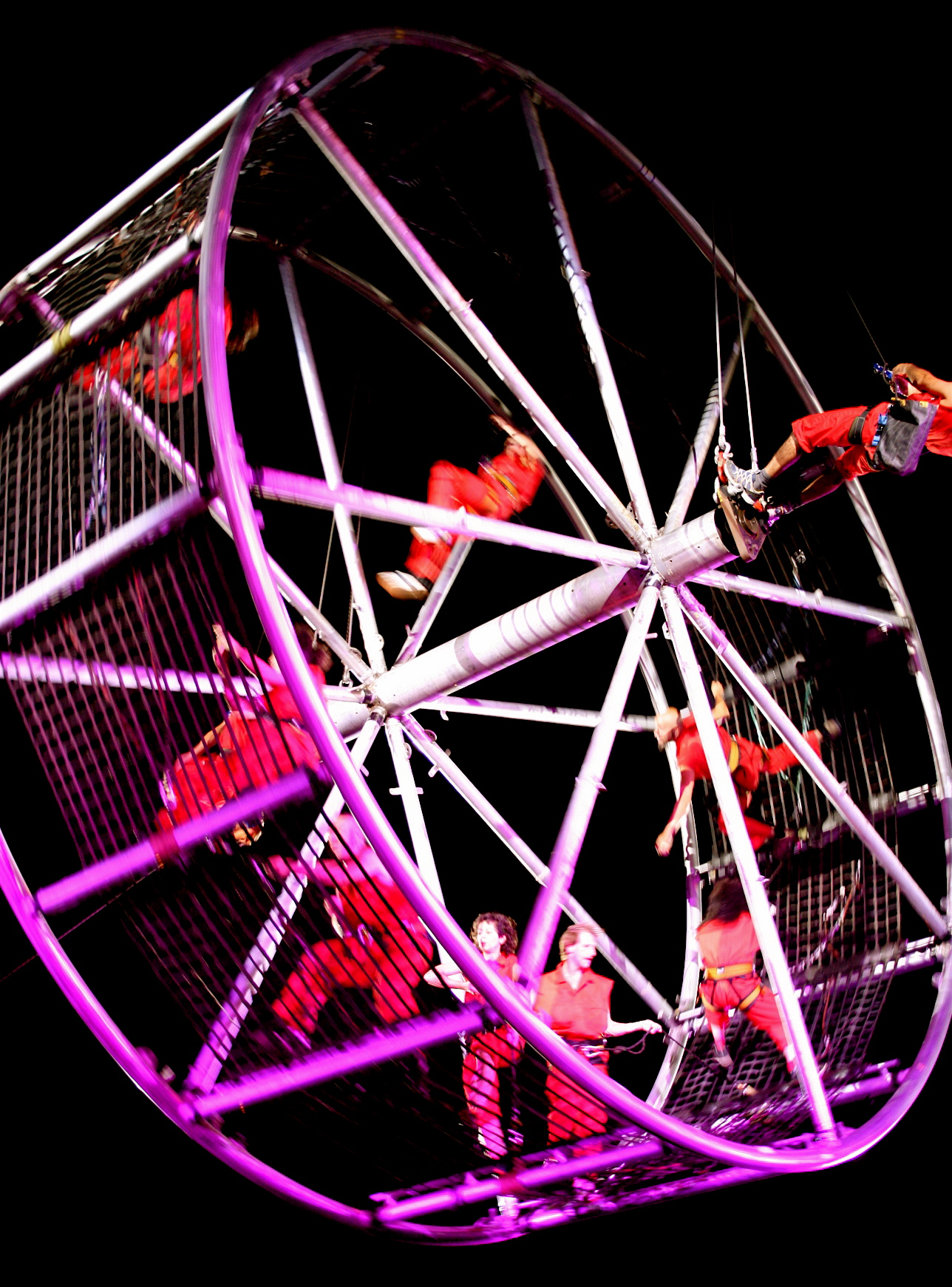
パフォーマンスの一部

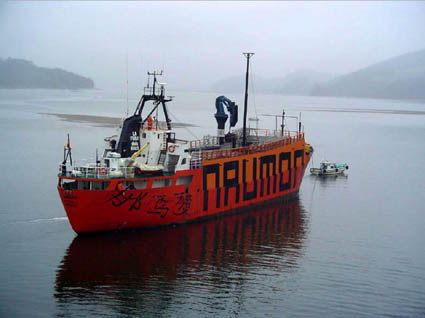
船（ナウマン号）で移動して港に停泊させ、甲板やマストなどを舞台装置として使ってスペクタル・ショーを行なう。

ラ・フラ・デルス・バウス（La Fura dels Baus）は、スペインの演劇集団。野外を中心とした前衛的でスペクタクルな演出を得意とする団。1992年のバルセロナオリンピック開会式の演出で世界的に有名になり、その後、オペラ・演劇・映像作品の演出も務めている。

## 歴史
1979年、スペインのカタルーニャ州で子供向け街頭劇団として発足。パレードやサーカスのようなパフォーマンスを行なっていたが、1980年代半ばから、破壊的でカオティックな前衛的活動を始める。
1989年、初来日。横浜市の新山下倉庫内を駆け回り、生肉を引きちぎり、血や水が飛び交う過激な作品「Suz/O/Suz」でデビュー。
1992年、バルセロナオリンピック開会式の演出。1996年、グラナダでファリャ作曲『アトランティーダ』を演出。2002年、マンハイムでテレビ会議施設を舞台装置としたオペラ『大理石の崖にて』（エルンスト・ユンガー作の同名の作品を脚色）の演出を手掛け、世界各地でのオペラや舞台の演出を行なっている。
2004年には中古船を改造した「ナウマン号」を就航、世界中で船上パフォーマンスを展開。

## 「フラ言語」
主な特色は、観客に積極的に参加するよう働きかけることと、舞台作品を各公演の会場となる空間の要素に合うように脚色する点にあり、こうした上演方式は「フラ言語」（Fura language）と呼ばれ。ワークショップを開き、指導にもあたる。フラ言語を使った最初の演目は「Accions」1984年である。

## ナウマン号
2004年、ノルウェーの貨物船を改造した船上劇場「ナウマン号」を就航、世界各国でショーを催行。

## 映画
- 『Goya in Bordeaux 』（1999年）
- 『ファウスト 5.0 』（2001年）
- 『パフューム ある人殺しの物語』（2006年）

## オペラ、オラトリオ（演出）

### 世界初演
- 2019年『フランケンシュタイン 』モネ劇場
- 2012年『バビロン』作曲：イェルク・ヴィトマン、台本：ペーター・スローターダイク、バイエルン国立歌劇場
- 2011年 『SONNTAG aus LICHT 光の日曜日』作曲：シュトックハウゼン、ケルン歌劇場主催
- 2011年『カルテット』作曲：ルカ・フランチェスコーニ、台本：ハイナー・ミュラー、ミラノ・スカラ座
- 2002年『大理石の崖にて』台本：エルンスト・ユンガー

### 初演出
- 2019年 クルシェネク『カール5世 』バイエルン国立歌劇場（オンライン世界生中継）
- 2017年  ハイドン『天地創造』
- 2016年『ノルマ』ブラッセル・モネ劇場 、ロンドン・王立オペラ・ハウス
- 2013年『アイーダー』アレーナ・ディ・ヴェローナ音楽祭
- 2013年『パルジファル』ケルン歌劇場
- 2011年『トゥーランドット』バイエルン国立歌劇場
- 2011年 ヤニス・クセナキスの『オレステイア』
- 2011年 『タンホイザー』ミラノ・スカラ座、指揮：ズービン・メータ
- 2010年『マハゴニー市の興亡』マドリット・レアル劇場
- 2009年『トロイアの人々』マリインスキー劇場　指揮：ヴァレリー・ゲルギエフ
- 2009年『ル・グラン・マカブル』モネ劇場
- 2008年 ヤナーチェクの『消えた男の日記』、バルトークの『青ひげ公の城』パリ国立オペラ座，（美術：ジャウメ・プレンサ）
- 2007年『ニーベルングの指環』ソフィア王妃芸術宮殿 （Palau de les Arts Reina Sofia）バレンシア
- 2003年『魔笛』（ルール・トリナーレ）
- 1999年 『ファウストの劫罰』ザルツブルク音楽祭 （ジェラール・モルティエ監修）
- 1997年 『聖セバスチャンの殉教』ドビュッシー
- 1996年 『アトランティーダ』ファリャ、グラナダ芸術祭

## 日本公演
- 2019年『トゥーランドット』新国立劇場、東京文化会館、びわ湖ホール、札幌文化芸術劇場
- 2012年 ヤニス・クセナキスの『オレステイア』, サントリー・サマーフェスティバル25周年記念委託作品
- 2008年 『消えた男の日記』と『青ひげ公の城』 パリオペラ座来日公演 （ジェラール・モルティエ監修）
- 2005年『変身』愛知万博
- 1989年『Suz/O/Suz』 (初演1985年)「ヨコハマ・アート・ウェーブ」宇徳運輸新山下倉庫

## メンバー
- カルルス・パドリッサ（カルロス・パドリッサ）
- アレックス・オリエ
- Marcel·lí Antúnez Roca
- Pere Tantinyà
- Quico Palomar y Teresa Puig
- Miki Espuma
- Jürgen Müller
- Pep Gatell
- Jordi Arús
- Hansel Cereza y Michael Summers
- Quico Palomar
- Teresa Puig y Mireia Romero